# Heartland (televíziós sorozat)
A Heartland 2007-ben bemutatott kanadai televíziós sorozat, ami Lauren Brooke azonos című könyvsorozatán alapul. A műsor alkotója Murray Shostak, a történet pedig egy farmot működtető család életébe enged bepillantást. A főbb szereplők közt megtalálható Amber Marshall, Michelle Morgan, Shaun Johnston és Chris Potter.
A sorozatot Kanadában a CBC mutatta be 2007. október 14-én, Magyarországon az M1 tűzte műsorra 2012. szeptember 17-én, később 2013. október 1-jei indulásakor az AXN White,, majd pedig a Story4, 2020. szeptember 21-től pedig Sony Max is műsorára tűzte.

## Cselekmény
A műsor két főszereplője a lánytestvérpár, Amy Fleming és Louise "Lou" Fleming, akik egy albertai ló- és marhatenyésztő birtokon élnek nagyapjukkal, Jack Bartlett-tel és apjukkal, Tim Fleminggel. A lányok nemrég vesztették el anyjukat egy autóbalesetben, ami után közösen próbálják megvalósítani anyjuk vágyát: hogy bántalmazott lovakat gyógyítsanak meg.

## Szereplők
| Szereplő                      | Színész          | Magyar hang         |
| ----------------------------- | ---------------- | ------------------- |
| Amy Fleming                   | Amber Marshall   | Molnár Ilona        |
| Samantha Louise "Lou" Fleming | Michelle Morgan  | Kovács Patrícia     |
| Jack Bartlett                 | Shaun Johnston   | Barbinek Péter      |
| Tim Fleming                   | Chris Potter     | Juhász György       |
| Ty Borden                     | Graham Wardle    | Szabó Máté          |
| Mallory Wells                 | Jessica Amlee    | Pekár Adrienn       |
| Scott Cardinal                | Nathaniel Arcand | Varga Gábor         |
| Caleb Odell                   | Kerry James      |                     |
| Ashley Stanton                | Cindy Busby      | Sipos Eszter Anna   |
| Soroya Duval                  | Greta Onieogou   | Bogdányi Titanilla  |
| Peter Morris                  | Gabriel Hogan    | Barabás Kiss Zoltán |
| Val Stanton                   | Wanda Cannon     | Fehér Anna          |
| Jake Anderson                 | Jake Church      | Bogdán Gergő        |
| Lisa Stillman                 | Jessica Steen    | Ősi Ildikó          |
| Janice Wayne                  | Miranda Frigon   | Román Judit         |
| Marnie Gordon                 | Meredith Bailey  | Mezei Kitty         |
| Ben Stillman                  | Beau Mirchoff    | Hamvas Dániel       |
| Carl                          | Anthony Lemke    | Zámbori Soma        |
| Miranda                       | Maxim Roy        | Törtei Tünde        |
| Shane                         | Sam Duke         |                     |
| Grace Morris                  | Susan Hogan      | Kubik Anna          |
| Archie Morris                 | Michael Hogan    |                     |

## Epizódok
| Évad | Évad | Epizódok | Eredeti sugárzás     | Eredeti sugárzás   | Eredeti adó |
| Évad | Évad | Epizódok | Évadpremier          | Évadfinálé         | Eredeti adó |
| ---- | ---- | -------- | -------------------- | ------------------ | ----------- |
|      | 1    | 13       | 2007. október 14.    | 2008. február 24.  |             |
|      | 2    | 18       | 2008. október 5.     | 2009. március 22.  |             |
|      | 3    | 18       | 2009. október 4.     | 2010. március 28.  |             |
|      | 4    | 18       | 2010. szeptember 26. | 2011. március 27.  |             |
|      | 5    | 18       | 2011. szeptember 18. | 2012. március 25.  |             |
|      | 6    | 18       | 2012. szeptember 16. | 2013. április 7.   |             |
|      | 7    | 18       | 2013. október 6.     | 2014. április 13.  |             |
|      | 8    | 18       | 2014. szeptember 28. | 2015. március 29.  |             |
|      | 9    | 18       | 2015. október 4.     | 2016. március 20.  |             |
|      | 10   | 18       | 2016. október 2.     | 2017. március 26.  |             |
|      | 11   | 18       | 2017. szeptember 24. | 2018. április 8.   |             |
|      | 12   | 11       | 2019. január 6.      | 2019. április 7.   |             |
|      | 13   | 10       | 2019. szeptember 22. | 2019. november 24. |             |
|      | 14   | 10       | 2021. január 10.     | 2021. március 21.  |             |
|      | 15   | 10       | 2021. október 17.    | 2021. december 19. |             |
|      | 16   | 15       | 2022. október 2.     | 2023. február 5.   |             |
|      | 17   | 10       | 2023. október 1.     | 2023. december 3.  |             |
|      | 18   | 10       | 2024. október 6.     | 2024. december 8.  |             |